# يوجين أوزوالد
يوجين أوزوالد (بالألمانية: Eugen Oswald)‏ هو صحفي ألماني، ولد في 1826 في هايدلبرغ في ألمانيا، وتوفي في 1912 في لندن في المملكة المتحدة.